# Макеев, Сергей Иванович
Серге́й Ива́нович Маке́ев (24 июля 1966, Калуга, РСФСР, СССР — 9 октября 2022, Самара, Россия) — советский и российский футболист.

## Карьера
Воспитанник калужского футбола. Первый и единственный в 1982 году матч провёл за калужский «Локомотив», но тот в конце сезона прекратил существование — быстро найти новый клуб не удалось и в результате чего в 1983 году не играл. Позднее выступал за «Зоркий» (Красногорск) и «Спартак» (Кострома).
В 1986—1987 годах служил в Советской армии.
В 1989 году играл в высшей лиге за московское «Торпедо», но получил травму и уехал в «Сахалин», где был замечен тренерами «Крыльев Советов» (Самара). За «Крылья Советов» выступал 7 сезонов (1992—1998, с перерывом в 1995 — отчислялся из команды). Завершил игровую карьеру Макеев в 1999 году в клубе «Тюмень», выступавшем в первом дивизионе России.
В высшей лиге чемпионата СССР сыграл 8 матчей и высшей лиге чемпионата России ещё 117 матчей, забив 5 мячей.

## Достижения
командные
Кубок СССР по футболу
- финалист: 1989

Вторая лига России
- победитель зонального турнира (2): 1984, 1990
- серебряный призёр: 1991

Чемпионат РСФСР по футболу
- чемпион РСФСР (2): 1984, 1991

личные
- бомбардир сезона (1990) команды «Сахалин» — 15[4]

## Клубная статистика
| Выступление        | Выступление      | Выступление      | Лига | Лига | Кубки | Кубки | Итого | Итого |
| Клуб               | Лига             | Сезон            | Игры | Голы | Игры  | Голы  | Игры  | Голы  |
| ------------------ | ---------------- | ---------------- | ---- | ---- | ----- | ----- | ----- | ----- |
| Локомотив (Калуга) | вторая           | 1982             | 1    | 0    | —     | —     | 1     | 0     |
| Локомотив (Калуга) | Итого            | Итого            | 1    | 0    | —     | —     | 1     | 0     |
| Зоркий             | вторая           | 1984             | 21   | 0    | 2     | 0     | 23    | 0     |
| Зоркий             | вторая           | 1988             | 37   | 2    | 2     | 0     | 39    | 2     |
| Зоркий             | Итого            | Итого            | 58   | 2    | 4     | 0     | 62    | 2     |
| Спартак (Кострома) | вторая           | 1985             | 20   | 0    | —     | —     | 20    | 0     |
| Спартак (Кострома) | Итого            | Итого            | 21   | 0    | —     | —     | 21    | 0     |
| Торпедо (Москва)   | высшая           | 1989             | 8    | 0    | 7     | 0     | 15    | 0     |
| Торпедо (Москва)   | Итого            | Итого            | 8    | 0    | 7     | 0     | 15    | 0     |
| Сахалин            | вторая           | 1990             | 26   | 15   | —     | —     | 26    | 15    |
| Сахалин            | Итого            | Итого            | 26   | 15   | —     | —     | 26    | 15    |
| Крылья Советов     | вторая           | 1991             | 41   | 7    | 4     | 0     | 45    | 7     |
| Крылья Советов     | высшая           | 1992             | 24   | 1    | 3     | 1     | 27    | 2     |
| Крылья Советов     | высшая           | 1993             | 19   | 1    | 1     | 0     | 20    | 1     |
| Крылья Советов     | высшая           | 1994             | 23   | 2    | —     | —     | 23    | 2     |
| Крылья Советов     | высшая           | 1996             | 28   | 1    | 1     | 1     | 29    | 2     |
| Крылья Советов     | высшая           | 1997             | 22   | 0    | 4     | 0     | 26    | 0     |
| Крылья Советов     | высшая           | 1998             | 3    | 0    | —     | —     | 3     | 0     |
| Крылья Советов     | Итого            | Итого            | 160  | 12   | 13    | 2     | 173   | 14    |
| Кузбасс            | вторая           | 1995             | 13   | 10   | —     | —     | 13    | 10    |
| Кузбасс            | Итого            | Итого            | 1    | 10   | —     | —     | 1     | 10    |
| Тюмень             | первая           | 1999             | 32   | 0    | 1     | 0     | 33    | 0     |
| Тюмень             | Итого            | Итого            | 32   | 0    | 1     | 0     | 33    | 0     |
| Всего за карьеру   | Всего за карьеру | Всего за карьеру | 297  | 39   | 25    | 2     | 322   | 41    |

1. ↑  Результаты ещё двух матчей чемпионата России (в 1992 и 1996), в которых Макеев принимал участие, были аннулированы
2. 1 2  с учётом аннулированного матча